# Bernardo Plantevelue
Bernardo Plantevelue ou Bernardo III de Tolosa (22 de março de 841 — 886) foi conde de Auvérnia e marquês da Aquitânia, título atribuído por Carlos, o Gordo em 885.

## Relações familiares
Foi filho de Bernardo de Septimânia (795 – 844), conde de Agen e de Duoda de Agen, filha de Sancho Lopo.
Casou com Ermergarda de Chalon (850 — 881), filha de Bernardo I de Auvérnia, de quem teve:
1. Guilherme I da Aquitânia[4] "O piedoso", (875 - 6 de julho de 918), Conde de Auvérnia e duque da Aquitânia, casado com Engelberga, filha de Bosão da Provença, rei da Provença e da Borgonha Cisgiurana e de Hermengarda, filha única do Imperador Luís II da Germânia.
2. Adelinda de Auvérnia casada com Acfredo I de Carcassona.
3. Ava da Aquitânia, que se casou com Godofredo de Nevers, Conde de Nevers.
4. Warin da Aquitânia.